# La Corde raide (film, 1960)
Cet article concerne le film de Jean-Charles Dudrumet. Pour le film de Richard Tuggle, voir La Corde raide.
Pour les articles homonymes, voir La Corde raide.
Pour plus de détails, voir Fiche technique et Distribution.
La Corde raide est un film français réalisé en 1959 par Jean-Charles Dudrumet et sorti en 1960.

## Synopsis
Daniel Lambert, qui dirige une importante société en association avec Pierre Simon, fait surveiller par un détective son épouse Cora qu'il soupçonne de le tromper. Cora a pour amant Henri, le frère de Pierre Simon, gérant d'un garage de voitures d'occasion. Cora a établi un stratagème pour tromper le détective privé, elle passe la journée à faire du shopping avec une amie, puis au dernier moment file dans un taxi au garage d'Henri. Excédé par la jalousie de son mari qui se refuse à divorcer, les deux amants cherchent un moyen de se débarrasser de lui. Cora envisage alors de placer du somnifère dans le thermos de café que son mari prend quand il a une longue route à faire. Daniel parvient à enregistrer une courte conversation téléphonique entre sa femme et son amant, il croit alors reconnaître la voix de Pierre. Ses soupçons sont ensuite confirmés quand il voit ce dernier offrir un cadeau de prix à Cora en marge d'une réception. 
Daniel doit prendre la route, comme d'habitude il emporte un thermos de café. La voiture heurte un platane aux environs de Nevers. On évacue le blessé dans un état très grave, tandis que le thermos est envoyé au laboratoire de la police pour analyse. Cora prévenu se rend au chevet de la victime dont le visage est recouvert de bandelettes. Peu de temps après il décède, mails quand Cora est invitée à voir le corps, c'est le visage de Pierre Simon qu'elle découvre et non celui de son mari.
C'est au cimetière que la vérité éclate. Daniel n'avait pas pris la route, mais voulait  profiter de ce temps pour enquêter, il avait donc demandé à son associé Pierre d’effectuer son voyage d'affaires à sa place. Daniel prend à partie Henri qui se défausse sur Cora l'accusant d'avoir drogué le thermos. Or Cora n'avait pas osé y placer le somnifère ; en revanche Daniel, grâce à son métier, n'avait eu aucun mal à trafiquer la voiture pour la rendre dangereuse. Henri fuit, mais est vite cerné par ses poursuivants. En rentrant à Paris Cora et Daniel se rabibochent et reprennent leur vie comme si de rien n'était.

## Fiche technique
- Titre original : La Corde raide
- Réalisation : Jean-Charles Dudrumet
- Scénario : Roland Laudenbach et Jean-Charles Dudrumet, d'après le roman La Veuve de Michel Lebrun (Presses de la Cité)
- Photographie : Pierre Guéguen
- Musique : Maurice Jarre, orchestre sous la direction du compositeur
- Décors : Olivier Girard
- Montage : Janine Verneau
- Son : René Sarazin
- Société de production : Panda-Films
- Société de distribution : C.F.D.C
- Format : Noir et blanc — 35 mm — son mono
- Genre : drame
- Durée : 90 minutes
- Date de sortie :
  - France : 6 avril 1960
- Visa d'exploitation : 22.713
- Affiche : Jean Mascii (France)

## Distribution
- François Périer : Daniel Lambert directeur d'une société d'import-export
- Annie Girardot : Cora Lambert, la femme de Daniel et maîtresse d'Henri
- Gérard Buhr : Henri Simon garagiste et amant de Cora
- Georges Descrières avec la voix de Gérard Buhr : Pierre Simon, l'associé de Daniel et frère d'Henri
- Henri Crémieux : Le médecin de Daniel à la petite fête
- Hubert Deschamps : Maître Carconi, l'avocat de Daniel
- Geneviève Brunet : Isabelle, la grande amie de Cora
- Henri Virlogeux : Le brancardier de l'hôpital de Nevers
- Bugette : le gendarme plus âgé sur les lieux de l'accident
- Gérard Darrieu : Le gendarme plus jeune sur les lieux de l'accident
- Christian Lude : le journaliste qui découvre la bouteille isotherme
- Annie Andrel : La dame du vestiaire
- Marcelle Arnold : La standardiste
- Doudou Babet : Le veilleur de nuit du garage
- Paul Bisciglia : Le mécano du garage
- Christian Brocard : Le pompiste
- Christine Caron : L'infirmière de l'hôpital de Nevers
- Léonce Corne : Le curé à l'enterrement
- Pierre-Jacques Moncorbier : Le détective qui renseigne Daniel
- Lucien Raimbourg : Le portier de l'hôpital de Nevers
- Roger Saget : Édouard
- Michel Seldow : L'homme aux lunettes noires
- Piella Sorano : Maria, la bonne des "Lambert"
- Erika Denzler : La secrétaire de Daniel
- Bernard Dumaine : L'homme à la cabine téléphonique
- Madeleine Ganne : La secrétaire de Pierre Simon
- Max Mégy : L'homme du snack
- Alain Morat : L'enfant au miroir
- Robert Le Béal: L'expert en assurances
- Max Montavon : Un invité à la petite fête
- Raymond Bour ou Robert Blome : Un industriel étranger
- Albert Daumergue : Un officier lors des condoléances
- Louis Vonelly

## Autour du film
- La Corde raide est aussi un film interprété par Clint Eastwood, sorti en 1984.